# Anandyn Amar
Anandyn Amar (1886 – Kommounarka, 10 luglio 1941) è stato un politico mongolo.
Fu Presidente della Mongolia dal 1932 al 1936 così come Primo ministro dal 1928–1930 e nuovamente dal 1936–1939.

## Processo in Mosca

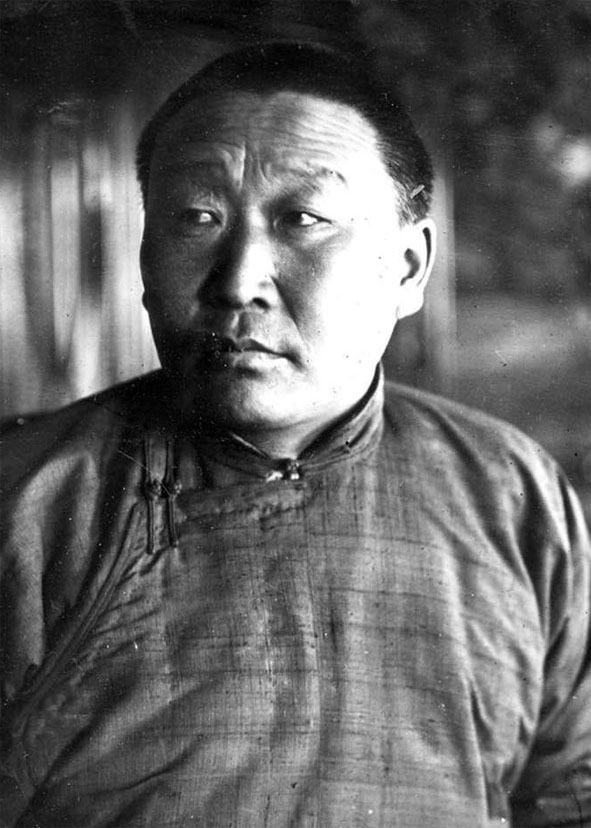
Amar Anand

Il 10 luglio 1941 Amar fu processato dalla troika sovietica e condannato a morte.  Durante il processo Amar insistette sul fatto che, se Repubblica Popolare Mongola fosse stata davvero una nazione indipendente, avrebbe dovuto essere processato da un tribunale mongolo. Le sue ultime parole registrate furono: “è tipico quando una grande potenza colonizza un piccolo paese, i suoi dirigenti vengono arrestati e perseguitati.  La mia esperienza personale dimostra questo atteggiamento dell'URSS verso Mongolia”.
Il luogo e la data dell'esecuzione di Amar rimangono sconosciuti, tuttavia alcune testimonianze orali suggeriscono che il suo corpo sia stato gettato da un aereo.